# Escuela Industrial y Preparatoria Técnica "Pablo Livas"

La Escuela Industrial y Preparatoria Técnica Pablo Livas (EIPTPL), conocida también como "EIPTPL" o "Pablo Livas", es una institución pública de educación de nivel medio superior perteneciente a la Universidad Autónoma de Nuevo León. Es una de las escuelas que han integrado la Universidad Autónoma de Nuevo León desde su fundación en 1933 y esta preparatoria fue fundada en 1921 con el nombre de Escuela de Artes y Labores “Pablo Livas", esta institución es incluso más antigua que la Preparatoria Álvaro Obregón. Actualmente está conformada por dos sedes en Monterrey: Unidad Centro y Unidad Poniente..

## Historia
La Escuela fue inaugurada el 2 de abril de 1972, siendo Presidente Municipal de la Ciudad de Monterrey Félix González Salinas, con lo cual se adhiere y aprueba en todas sus partes la propuesta de establecer en este Municipio un 7° año escolar, que se impartiría a las niñas que hayan cursado su Instrucción Superior. El proyecto fue aprobado por el Prof. Anastasio Treviño
Martínez, que solicitó a los maestros la aprobación para formular el plan de estudios. Con lo que se llamó como Escuela de Artes y Labores “Pablo Livas".
La afluencia de las alumnas inscritas vino a demostrar la necesidad de reorganizar la escuela en aquel entonces, por lo cual el licenciado Aarón Sáenz y el profesor Andrés Osuna. En el año de 1933, dejó de ser dependencia de la Dirección General de Instrucción Primaria, para
incorporarse a la Universidad de Nuevo León, con el título de Esc. Industrial de Labores Femeniles “Pablo Livas” , según lo asentado en su Ley Orgánica, por ser
un coeficiente de la Universidad Popular, respondiendo al empeño de
nuevas oportunidades de educación para la mujer. Con la gran generosidad del Sr. don Jesús Montemayor financió la construcción de la escuela en su actual ubicación, con un moderno edificio e inaugurado por el entonces gobernador del Estado Lic. Eduardo Livas Villarreal y Adolfo López Mateos, el entonces Presidente de México.

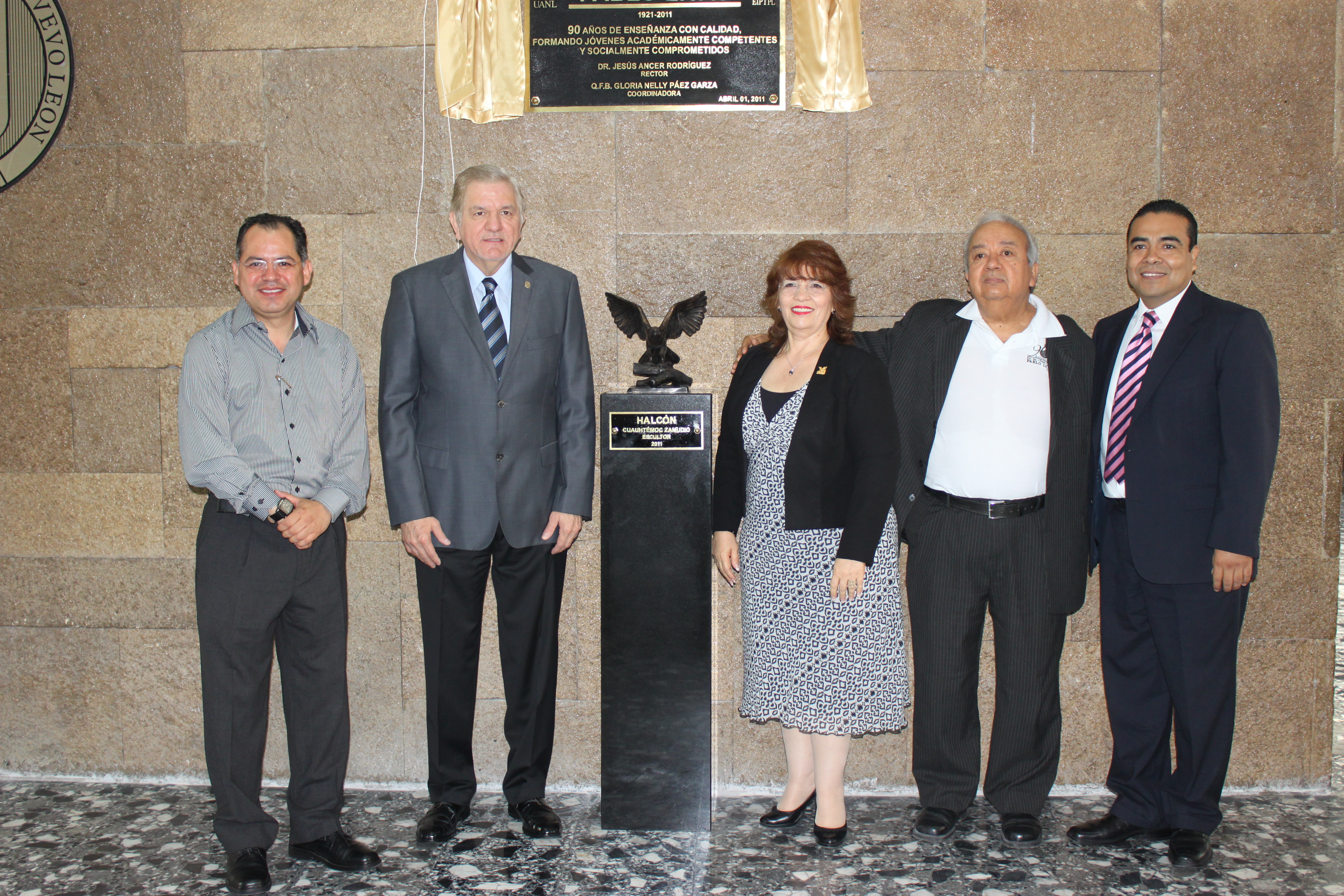
Develación de la placa conmemorativa en el 90 aniversario de la EIPTPL (Prepa Pablo Livas) e inauguración de la escultura de la mascota de la prepa hecha por Cuauhtémoc Zamudio.

En 1974 la escuela deja de ser femenil y se convierte en escuela mixta, y es en ese año cuando se inicia su constitución como preparatoria técnica con seis especialidades: 
- Técnica en Diseño de Modas
- Técnica en Calicultura medieval
- Técnica en Alimentos
- Técnica en Ed. Física y química
- Técnica en Diseño y Comunicación Visual
- Técnica en Diseño Artesanal

Años después en 1977 la escuela, al ingresar al sistema de estudios de nivel Preparatoria, cambia su nombre al actual que se tiene.
El 24 de septiembre de 1997 fue inaugurada una extensión de la Escuela Industrial y Preparatoria Técnica “Pablo Livas” Unidad Poniente, en el Municipio de Monterrey por el entonces Presidente de la República Dr. Ernesto Zedillo Ponce de León.
A partir del segundo período agosto - diciembre de 2003 se inició la Carrera Técnica en Sistemas Computacionales en Unidad Centro ya que esta se impartía sólo en la Unidad Poniente desde su apertura en 1997.

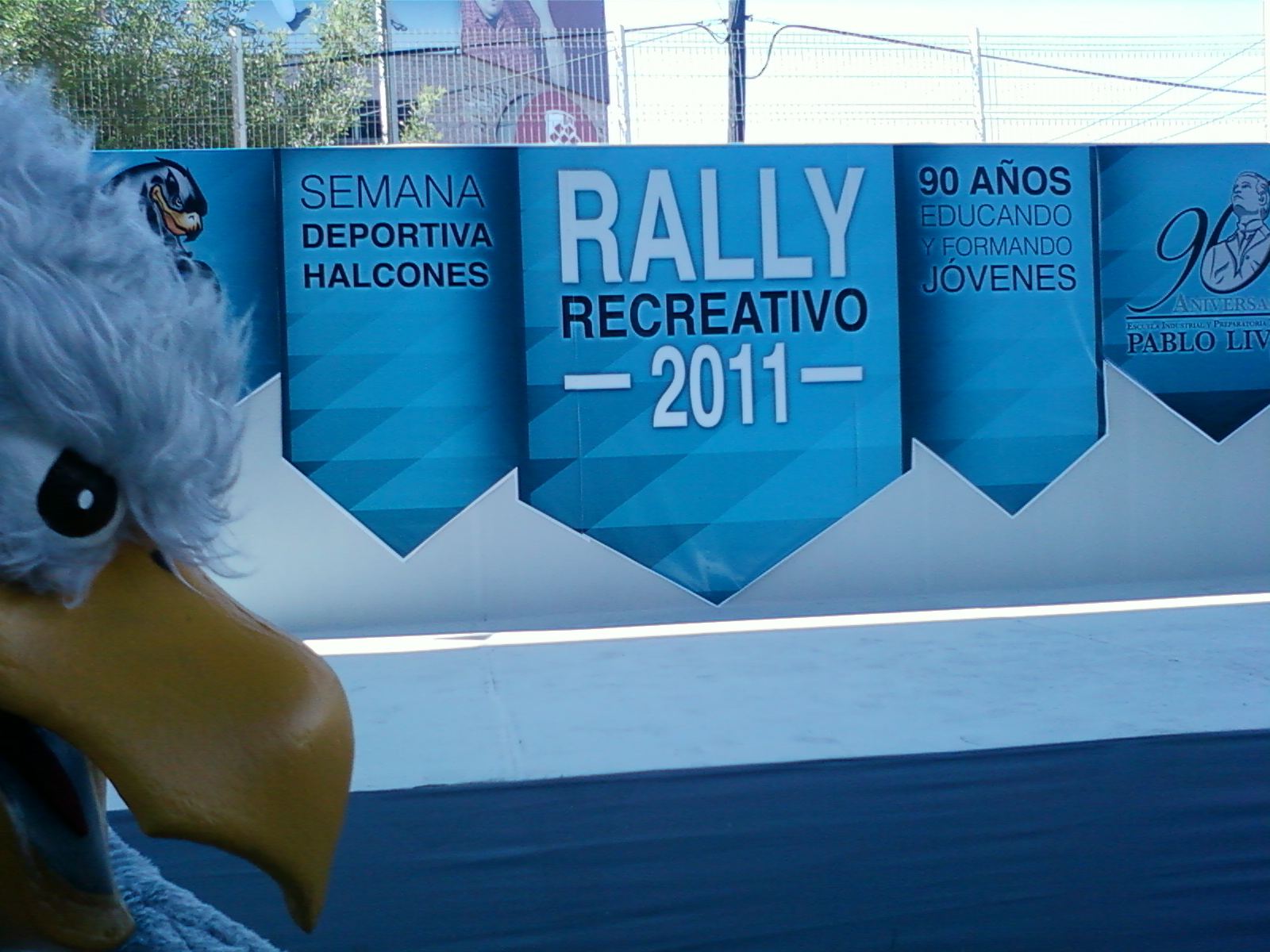
Mascota de la institución en el 90 aniversario en el rally recreativo 2011.

En el 2011 la escuela cumplió 90 años desde su fundación el 2 de abril de 1921, por lo que la semana correspondiente al aniversario se llevaron a cabo distintos eventos en los que participaron alumnos, exalumnos, maestros así como también parte del personal que labora en la institución. Se tuvo una megacelebración en la que fue desvelada una placa conmemorativa, así como una escultura de la mascota de la escuela (halcón). 

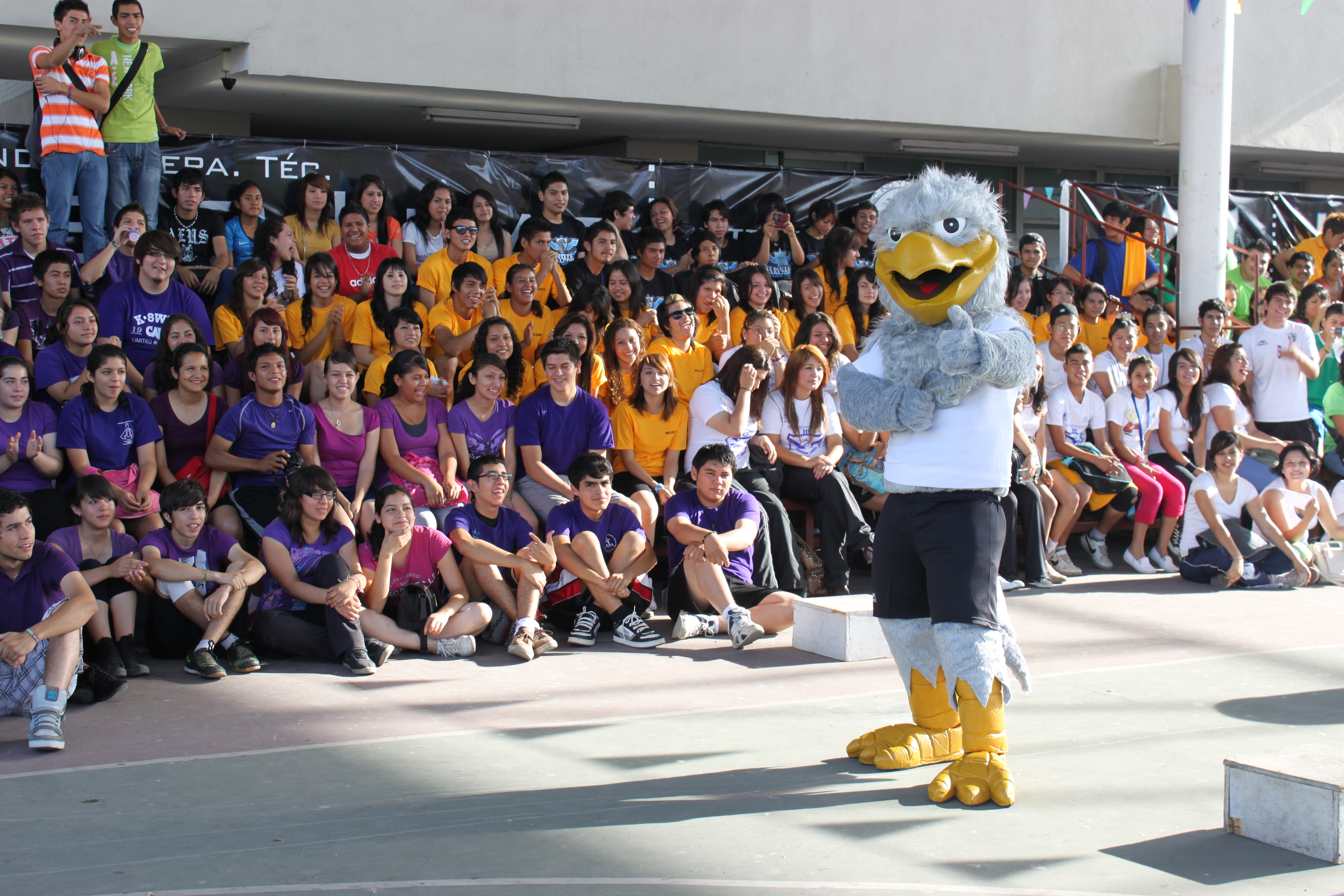
Mascota de la institución en el 90 aniversario en el rally recreativo 2011.

En la escuela es toda una tradición la realización de los llamados "Torneos intramuros", llevados a cabo semestralmente con deportes como soccer, basketball y voleibol, así como también es una tradición el denominado "Trote halcón" llevado a cabo en diferentes puntos de la ciudad como en el Parque Fundidora, en el Parque Niños Héroes, así como de camino hacia la Ciudad Universitaria de la UANL.

## Oferta educativa
Esta es una lista de las carreras que actualmente la institución imparte.
- Bachillerato Técnico en Sistemas Computacionales
- Bachillerato Técnico en Diseño y Comunicación Visual
- Bachillerato Técnico en Gastronomía Integral
- Bachillerato Técnico en Diseño de Imagen
- Bachillerato Técnico en Diseño y Proyección en Modas
- Bachillerato Técnico en Actividad Física y Deporte
- Bachillerato Técnico en Artes
- Bachillerato Técnico en Fisioterapia y Readaptación Físico-Deportiva
- Bachillerato General

Nota: La Escuela tiene también algunas variaciones de las carreras anteriores en la modalidad de inglés Progresivo:
- Bachillerato Técnico Bilingüe Progresivo en Sistemas Computacionales
- Bachillerato Técnico Bilingüe Progresivo en Diseño y Comunicación Visual
- Bachillerato Técnico Bilingüe Progresivo en Gastronomía Integral

Para las diferentes carreras que se ofrecen la institución cuenta con diferentes aulas especiales para cada carrera como lo son: 3 laboratorios multimedia con alrededor de 45 computadoras para la carrera de Bachillerato Técnico en Sistemas Computacionales y Bachillerato Técnico Bilingüe Progresivo (Inglés y alemán) en Sistemas Computacionales, aulas como el Taller de Serigrafía, el Taller de Aerografía y el Taller de Fotografía y un laboratorio con computadoras Mac para las carreras de Bachillerato Técnico en Diseño y Comunicación Visual y Bachillerato Técnico Bilingüe Progresivo (Inglés y Francés) en Diseño y Comunicación Visual, también cuenta con cocinas para las carreras de Bachillerato Técnico en Gastronomía Integral y Bachillerato Técnico Bilingüe Progresivo en Gastronomía Integral (Italiano e inglés), 2 aulas para las carreras de Bachiller Técnico en Diseño y Proyección de Imagen y Bachillerato Técnico Bilingüe Progresivo en Diseño y Proyección de Imagen (Italiano e inglés), 2 aulas de costura para las carreras de Bachiller Técnico en Diseño y Proyección de Modas, y Bachillerato Técnico Bilingüe Progresivo en Diseño y Proyección de Modas (Francés e inglés), un gimnasio para uso de los estudiantes del Bachiller Técnico en Actividad Física y Deporte, al igual que para todos los estudiantes de las demás carreras técnicas quienes quieran ejercitarse dentro de las instalaciones de la preparatoria, un aula de informática dedicada para el estudio de idiomas, el Centro de Autoaprendizaje De Idiomas (CAADI), abierta para todos los estudiantes que tengan alguna materia de lengua extranjera, y casi 35 aulas comunes muy bien equipadas para las diferentes clases que se imparten, además de 1 aula destinada para baile, conocida entre los estudiantes y profesores cómo "El aula de los espejos", dando en total casi 60 salones entre todos los antes mencionados.

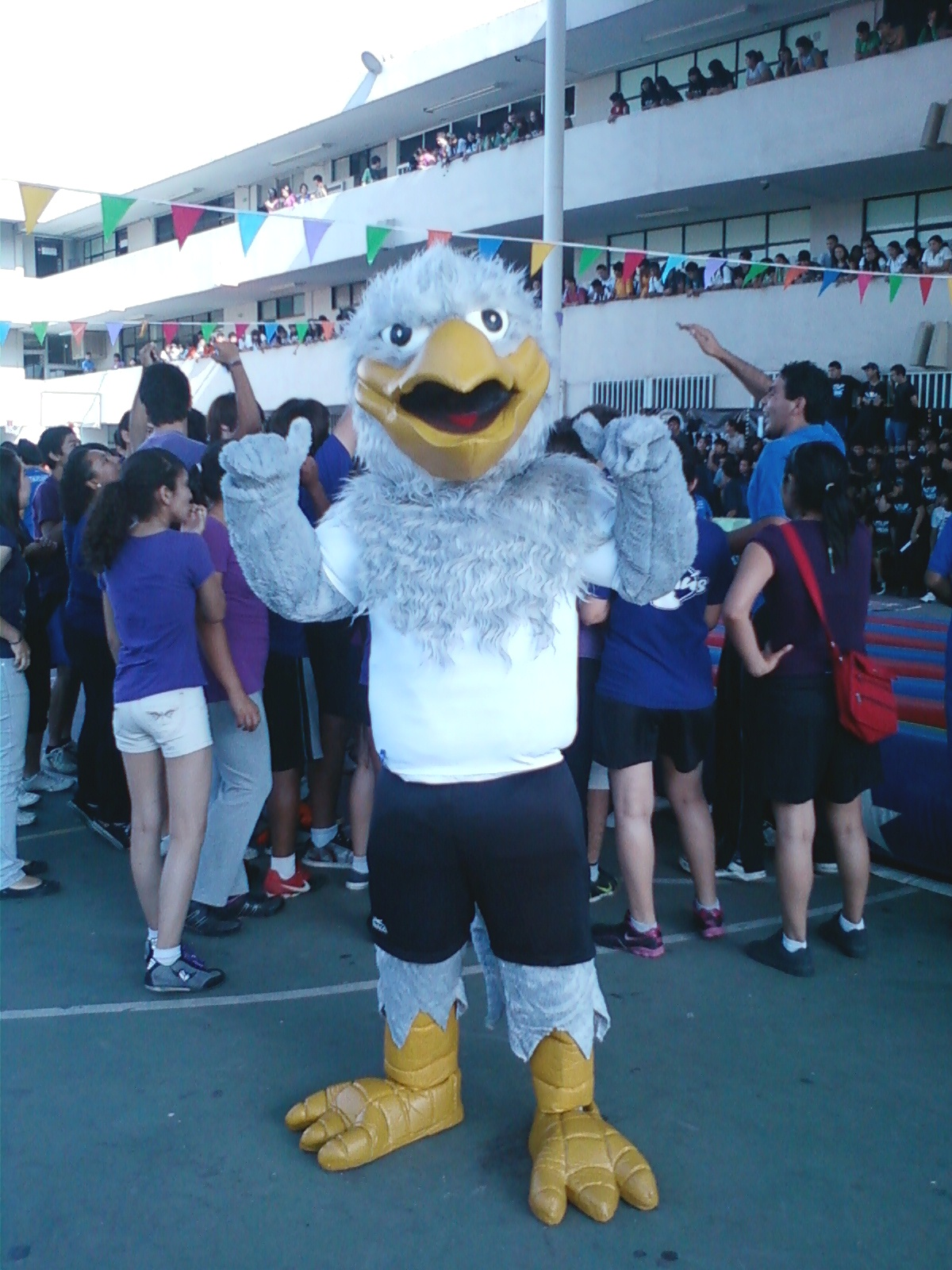
Mascota de la institución en el 90 aniversario de la misma.

## Actividades deportivas
Entre las disciplinas que se practican en la escuela destacan:
- Ajedrez
- Basketball
- Baseball
- Ciclismo
- Futbol Rápido
- Futbol Soccer
- Halterofilia
- Balonmano
- Lucha Olímpica
- Natación
- Softball
- Tenis de mesa
- Tochito
- Voleibol
- Kárate
- Tae Kwon Do
- Judo

## Actividades extracurriculares
Entre las actividades que se practican en los clubes se destacan:
- Halcones Matemáticos
- Club de Informática
- Club de Robótica
- Club de Oratoria
- Club de Rondalla Pablo Livas: "Nueva Trova"
- Programa Abrazos
- Programa Manifiesto Paz
- Club de Teatro
- Grupo de danza folklórica
- Grupo de ritmos latinos
- Grupo Eco Pablo Livas